# Ama de casa

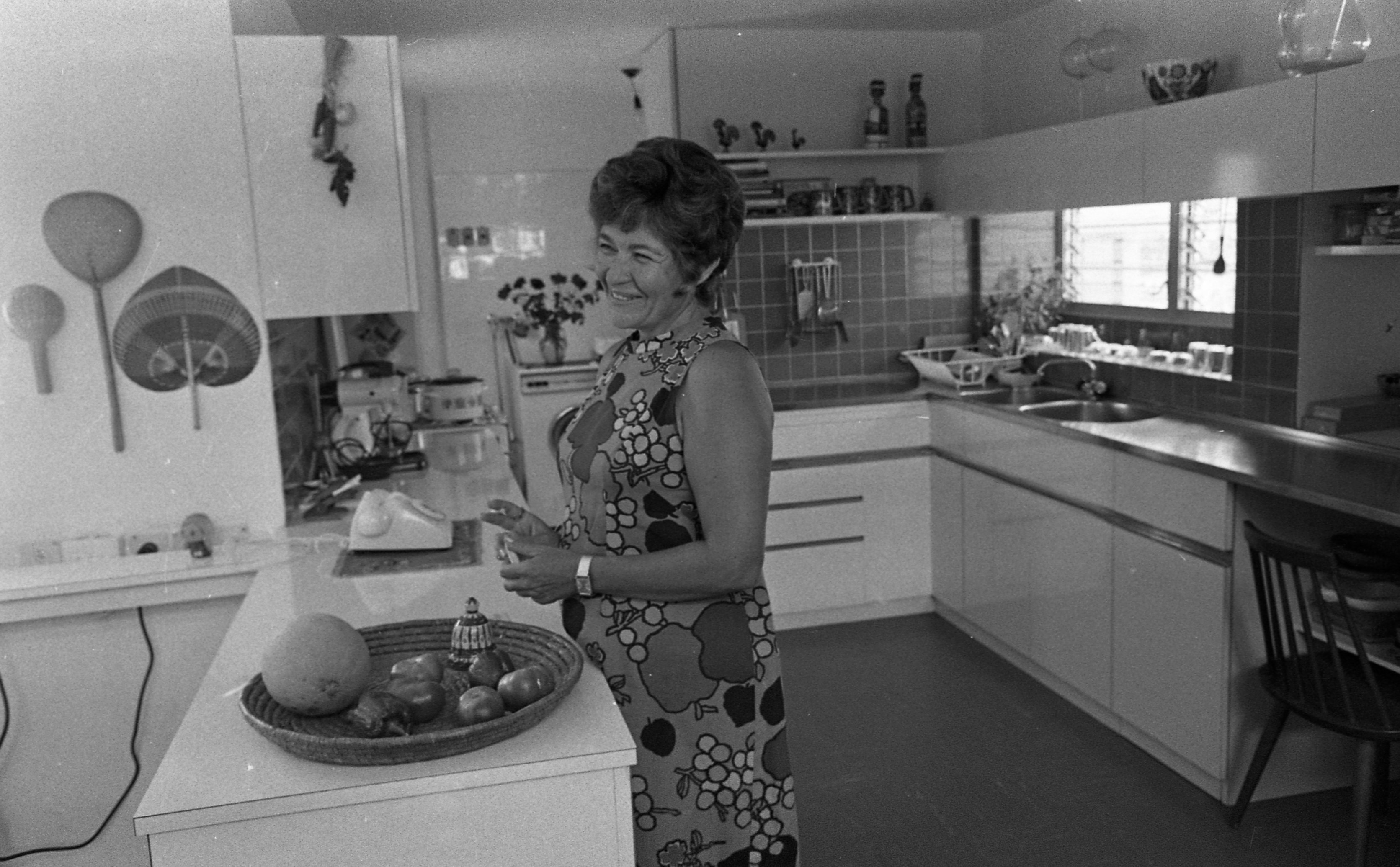
Un ama de casa en Israel, en 1969.

Los términos ama de casa o dueña de casa, o amo de casa o dueño de casa en el contexto masculino, aluden a quien tiene como ocupación principal el hogar, dedicándose tanto al trabajo reproductivo como a las tareas domésticas sin remuneración establecida: procreación, cuidado y crianza de los hijos, limpieza de la casa, la preparación de los alimentos -cocina-, compra de víveres y otros artículos, la administración parcial o total del presupuesto familiar, la supervisión de trabajos y de tareas en el ámbito del hogar, sociabilidad intrafamiliar y extrafamiliar, educación, formación, higiene y un largo etcétera. El exceso de trabajo, la sobrecarga ocasionan en la mujer el conocido como Síndrome de desgaste profesional o 'burnout.
En la mayor parte de los casos esta posición la ocupa la mujer (la cónyuge, en un matrimonio convencional compuesto por el hombre, la mujer y los hijos e hijas).
Cuando el trabajo doméstico se realiza por una persona externa contratada, remunerada y asegurada se habla de trabajador doméstico.

## Economía
Algunos economistas feministas (en particular, quienes defienden el materialismo histórico), señalan que el valor del trabajo de las amas de casa no se tiene en cuenta en las formulaciones estándar de la producción económica, tales como el PIB o los datos sobre empleo. Las amas de casa trabajan muchas horas a la semana sin que estas se computen, mientras que dependen del sueldo de su marido o de su pareja.

## Sociedades tradicionales
Durante miles de años, los hombres han sido considerados generalmente como los principales sustentadores en las familias: su trabajo se basaba principalmente en la caza de animales para la alimentación, el cultivo de alimentos o ganar dinero, mientras que las mujeres se han encargado del cuidado de los niños, preparar la comida, limpiar la casa, y de tejer y arreglar la ropa.
En las sociedades de cazadores y recolectores, por ejemplo en la sociedad tradicional de los aborígenes australianos, los hombres cazan animales para la carne y las mujeres recolectan otros alimentos como granos, frutas y verduras. Una de las razones es que es mucho más fácil recoger fruta mientras se está al cuidado de un bebé que cazar un animal. Incluso cuando las viviendas eran muy simples y había pocas posesiones, los hombres y las mujeres hacían diferentes trabajos.
En las sociedades rurales, dónde la agricultura es el principal trabajo, las mujeres también se han ocupado del cuidado de campos y animales alrededor de la casa, y han ayudado a los hombres con el trabajo pesado cuando se necesitaba hacer un trabajo de forma rápida, por lo general debido a la temporada.
Ejemplos del trabajo pesado que haría un ama de casa tradicional en una sociedad rural son:
- Recoger fruta cuando estaba madura para el mercado.
- Encargarse de plantar el arroz.
- Cosechar y el apilar de granos.
- Cortar el heno.

En los estudios rurales, el término "ama de casa" se utiliza en ocasiones para referirse a la persona que hace la mayoría de las tareas en el recinto de una granja, en oposición al trabajo en el campo y con el ganado [cita requerida].

## Relación con sus hijos
El tiempo de calidad que los hijos pasan con sus madres tiene un gran impacto en su desarrollo personal. Este tiempo no solo se trata de estar juntos, sino de compartir momentos significativos donde haya atención y conexión emocional. Cuando las madres dedican tiempo a sus hijos, les ayudan a sentirse amados y valorados, lo que es fundamental para su autoestima.
Una de las formas en que este tiempo influye es en la formación de la confianza. Cuando los hijos ven que sus madres están presentes y dispuestas a escucharlos, aprenden a confiar en sí mismos y en los demás. Esto les da seguridad para expresar sus pensamientos y emociones, lo cual es esencial para desarrollar relaciones sanas en el futuro.
Además, las actividades compartidas fomentan habilidades sociales. Al jugar, conversar o realizar tareas juntos, los niños aprenden a comunicarse mejor y a resolver conflictos. Estas interacciones les enseñan sobre la empatía y el respeto hacia los demás. Las madres actúan como modelos a seguir, mostrando cómo tratar a las personas con amabilidad y consideración.
El tiempo de calidad también ayuda a desarrollar la creatividad y la curiosidad. Cuando las madres se involucran en actividades divertidas, como manualidades o juegos al aire libre, estimulan la imaginación de sus hijos. Esto no solo hace que el aprendizaje sea más divertido, sino que también les permite explorar nuevas ideas y desarrollar su pensamiento crítico.
Finalmente, pasar tiempo juntos fortalece el vínculo emocional entre madres e hijos. Esta conexión es vital para que los niños se sientan seguros y apoyados mientras crecen. Un buen vínculo les proporciona una base sólida sobre la cual pueden construir su personalidad y enfrentarse al mundo con confianza. En resumen, el tiempo de calidad compartido es fundamental para el desarrollo integral de los hijos y su bienestar emocional.

## Síndrome De Burnout
El síndrome de burnout, o síndrome de estar quemado, es un problema que también puede afectar a las amas de casa. Muchas veces, se piensa que solo ocurre en trabajos de oficina o en profesiones muy demandantes, pero las amas de casa también enfrentan grandes cargas emocionales y físicas. El trabajo en el hogar puede ser agotador y, si no se cuida la salud mental, puede llevar a sentirse abrumada y sin energía.
Una de las principales causas del burnout en amas de casa es la falta de reconocimiento. A menudo, su trabajo no se valora lo suficiente, lo que puede hacer que se sientan solas y desmotivadas. Pasan horas cuidando de la casa y la familia, pero pueden sentir que nadie aprecia sus esfuerzos. Este sentimiento de invisibilidad puede afectar su autoestima y su estado de ánimo.
Además, las amas de casa suelen tener múltiples responsabilidades. Desde cocinar y limpiar hasta ayudar con los deberes escolares y cuidar a los niños, la lista de tareas nunca termina. Esta sobrecarga puede generar estrés constante, lo que contribuye al agotamiento emocional. Cuando no hay tiempo para descansar o para cuidar de sí mismas, es fácil caer en un ciclo de fatiga y ansiedad.
El burnout también puede afectar la salud física. Las amas de casa que sienten este agotamiento pueden experimentar problemas como dolores de cabeza, insomnio o problemas digestivos. La falta de energía y motivación puede hacer que descuiden su bienestar general, lo que a su vez afecta su salud mental. Es importante que busquen maneras de relajarse y cuidar de sí mismas.
Por último, es esencial que las amas de casa hablen sobre sus sentimientos y busquen apoyo. Compartir sus experiencias con amigos o familiares puede ayudarles a sentirse comprendidas y menos solas. También pueden considerar actividades que les gusten o tiempo para sí mismas. Reconocer el burnout y tomar medidas para cuidarse es clave para mejorar su salud mental y bienestar general

## Sociedades urbanas
En una sociedad urbana, la mayoría de la gente vive en pueblos y ciudades. En las sociedades urbanas, desde la antigüedad, la mayoría de los hombres han hecho trabajos mediante los que ganaban dinero. Trabajaban en talleres, bancos, tiendas y otras empresas, así como en las iglesias, las escuelas y el ayuntamiento. Ser un "ama de casa" era considerado como el trabajo de una mujer.
Pero la realidad solía ser diferente [cita requerida]: a menudo, si una familia tenía un negocio, no solo el marido, sino también la esposa trabajaba para ganar dinero en el negocio. Esto ha estado sucediendo desde la antigüedad. [cita requerida]
En toda sociedad hay algunas mujeres que nunca se casan. [Cita requerida] Estas podrían quedarse en casa y desempeñar las tareas domésticas para otros miembros de la familia, o podrían trabajar fuera de la casa. En muchas sociedades urbanas, había pocos puestos de trabajo que una mujer tuviera permitido hacer. En la sociedad actual hay aún fuertes tradiciones sobre los puestos de trabajo que las mujeres deben realizar. [cita requerida]

## Sociedad contemporánea
En el siglo XIX, en los países industrializados, más y más mujeres dejaron de ser amas de casa y comenzaron a hacer trabajos que los hombres hacían normalmente. En este momento fue cuando muchas grandes fábricas se establecieron, primero en Inglaterra y luego en otros países europeos y en los Estados Unidos. Muchos miles de mujeres jóvenes se pusieron a trabajar en las fábricas.
Otras mujeres, como Florence Nightingale, decidieron ir en contra de la norma social y realizar trabajos remunerados duros, incluso si eran ricas y, por tanto, no necesitaban trabajar. En la mayoría de las familias donde había un esposo y una esposa, la norma social dictaba que el trabajo del marido era ganar dinero y el trabajo de la mujer ser "ama de casa”. Las mujeres a menudo estaban muy orgullosas de ser una buena ama de casa y tener su casa y los niños correctamente atendidos.
En el siglo XX las dos guerras mundiales (la Primera Guerra Mundial, 1914-1918, y la Segunda Guerra Mundial, 1939-1945) fueron libradas por hombres de muchos países. Mientras los hombres estaban en el frente, sus esposas se pusieron a trabajar para mantener a los países en pie. Las mujeres, que también eran amas de casa, trabajaban en fábricas, empresas y granjas. Al final de las dos guerras, muchos hombres habían muerto, otros habían regresado lisiados y algunos hombres fueron capaces de volver a sus posiciones anteriores. Pero las guerras les habían enseñado a hacer otras cosas, lo que dio como resultado una mayor empleabilidad. Como consecuencia, las mujeres siguieron haciendo muchos de los trabajos que habían empezado a hacer durante las guerras.
Por la década de 1960 en los países occidentales, era cada vez más aceptado el hecho de que una mujer podía trabajar y ser una "chica de carrera" hasta que la mujer se casase, cuando debería dejar de trabajar y ser un "ama de casa". Trabajos como la enseñanza solo eran desempeñados por las mujeres solteras. Muchas mujeres occidentales en la década de 1970 pensaban que esto no estaba tratando a hombres y mujeres por igual y que las mujeres deberían hacer cualquier trabajo que fuesen capaces de hacer, tanto si estaban casadas o no.
En este momento, las mujeres estaban cada vez más instruidas. Como resultado de este crecimiento en su formación, algunas mujeres eran capaces de ganar más que sus maridos, por lo que el marido se quedaba en casa para criar a los hijos pequeños. Esto no era algo común.
A finales del siglo XX, se hizo más difícil para una familia vivir con un solo salario. Consecuentemente, se exigió a muchas mujeres volver al trabajo tras el nacimiento de sus hijos, sin embargo a menudo siguen el papel de "ama de casa" dentro de la familia. Cada vez es más habitual que el marido y la mujer estén empleados en trabajos remunerados y ambos comparten las tareas domésticas y el cuidado de los niños. En otras familias, todavía existe la idea tradicional de que el trabajo doméstico es solo trabajo de la mujer, por lo que cuando una pareja llega a casa del trabajo, es solo la mujer quien trabaja en la casa, mientras que el hombre descansa después de su jornada de trabajo. A fecha 2019, casi un 75% de las amas de casa son mujeres y cerca de un 25% hombres.
De algunos datos elaborados a partir de la Encuesta Sociodemográfica del INE de 1991, se puede ver que a lo largo del siglo XX más de un 80% de las mujeres estaban clasificadas como amas de casa. Entre 1987 y 1981 se produce una disminución hasta casi el 70% debido principalmente al incremento de las mujeres trabajadoras fuera del hogar.
Recientemente, la consideración de las amas de casa dentro de la Encuesta de Población Activa (EPA) que realiza el Instituto Nacional de Estadística en España, ha tenido un cambio con una particular visión, pasando a considerarlas como un colectivo que carece de representación propia. Según especifica el documento de la metodología de elaboración de la EPA, las amas de casa quedan clasificadas dentro de la variable "población económicamente inactiva", junto con otros 6 tipos de colectivos.
Esto contrasta con la estimación que realiza María Ángeles Durán, Premio Nacional de Sociología y Ciencia Política del CIS, al estimar que el trabajo efectivo realizado por las amas de casa representaría un 50% del PIB.